# Ошейниковая совка
Ошейниковая совка (лат. Otus bakkamoena) — вид птиц рода совок семейства совиные.

## Внешний вид
Ошейниковая совка крупнее сплюшки, её масса составляет около 200 граммов. Оперение на спине охристо-бурое, с заметным крестовидным узором, на задней стороне шеи светлое пятно — «ошейник», которому птица обязана названием. Радужка глаза преимущественно жёлтая, иногда оранжево-жёлтая.

## Ареал и образ жизни
Распространена ошейниковая совка в Южном Приморье, на Сахалине и островах Курильского архипелага. Предпочитают селиться в кедрово-широколиственных и пойменных лесах, реже — в смешанных и елово-пихтовых.
Питается совка преимущественно мелкими грызунами (иногда мелкими воробьиными птицами), вследствие чего ведёт оседлый образ жизни. Летом разнообразит рацион за счёт бражников и жуков, появляющихся в ночные часы. В снежные зимы может вынужденно откочевывать к населённым пунктам, где селится на чердаках домов либо за обшивкой строений, охотится на мышей и крыс.
На гнездовых участках ошейниковая совка становится наиболее заметной с конца марта. В это время самцы даже днём подают голос. Их призывный двусложный крик, монотонно повторяемое «кух-кух» или «кхук-кхук», выполняет и роль брачной песни. К концу июня голоса смолкают.